# دورهام (نيوهامشير)
دورهام (بالإنجليزية: Durham, New Hampshire)‏ هي بلدة أمريكية تقع في الولايات المتحدة في مقاطعة سترافورد. يقدر عدد سكانها بـ 14,638 نسمة ومساحتها 64.1 كم2وترتفع عن سطح البحر 15 متر.

## أعلام
- جويس ماينارد
- جون إس. ولز
- صموئيل ولز
- ستيوارت باين
- جيمس فريدريك جوي